# Fabricio Ferrari
Pour les articles homonymes, voir Ferrari.
Ferrari  Barceló est un nom espagnol. Le premier nom de famille, en général paternel, est Ferrari ; le second, en général maternel, souvent omis, est Barceló.
Fabricio Ferrari Barceló (né le 3 juin 1985 à Santa Lucía en Uruguay) est un coureur cycliste uruguayen.

## Biographie
Il participe au championnat du monde sur route 2009 où il est le seul représentant de son pays engagé dans la compétition, il ne termine pas la course. Engagé par l'équipe Caja Rural en 2010, il participe à deux reprises à la Vuelta.

## Palmarès
- 2005
  - 2e étape du Tour d'Uruguay
  -  Médaillé de bronze du contre-la-montre espoirs aux championnats panaméricains
  - 3e de la Vuelta a los Puentes del Santa Lucía
- 2006
  - Circuito Sollube
  - 2e du Mémorial José María Anza
  - 3e du Xanisteban Saria
  - 3e du Gran Premio San Bartolomé
- 2007
  - Vainqueur du Torneo Euskaldun
  - 1re et 2e étapes de la Vuelta Chaná
  - Trophée Eusebio Vélez
  - Mémorial José María Anza
  - Bayonne-Pampelune
  - 2e de la Vuelta Chaná
  - 2e de la San Martín Proba
  - 3e du Premio San Pedro
  - 3e du Xanisteban Saria
- 2008
  - Trophée Eusebio Vélez
  - San Gregorio Saria
  - Tour du Goierri :
    - Classement général
    - 1re étape

  - 2e de la San Martín Proba
  - 2e du Dorletako Ama Saria
  - 3e du Premio Nuestra Señora de Oro
- 2009
  - Vainqueur du Torneo Euskaldun
  - Circuito de Pascuas
  - Subida a Urraki
  - San Gregorio Saria
  - Bizkaiko Bira (es)
  - 2e du Mémorial José María Anza
  - 3e du Trophée Eusebio Vélez
  - 3e du Xanisteban Saria
  - 3e du Laudio Saria
  - 3e de la Subida a Altzo
- 2017
  - 3e du Tour de la communauté de Madrid
- 2019
  - Tour du Panama :
    - Classement général
    - 5e étape
- 2020
  - 3e du Grand Prix Central Anatolia

### Résultat sur les grands tours

#### Tour d'Espagne
2 participations
- 2013 : 121e
- 2017 : 56e

### Classements mondiaux
| Année           | 2008   | 2009 | 2010 | 2011 | 2012 | 2013   | 2014 | 2015   | 2016 | 2017 | 2018 |
| --------------- | ------ | ---- | ---- | ---- | ---- | ------ | ---- | ------ | ---- | ---- | ---- |
| UCI Asia Tour   |        |      |      | 130e |      |        |      |        |      |      |      |
| UCI Europe Tour | 1 289e | 923e | 527e | 627e | 614e | 1 134e | 941e | 1 124e | 364e | 510e | 591e |